# Ray Sharp
Ray Sharp (* 23. April 1945) ist ein englischer Badmintonspieler. 

## Karriere
Ray Sharp gewann 1968 seinen ersten Einzeltitel in England. Ein Jahr später verteidigte er den Titel im Herreneinzel. 1970 gewann er Bronze bei den British Commonwealth Games. 1976 siegte er bei den Belgian International.

## Sportliche Erfolge
| Saison | Veranstaltung                    | Disziplin    | Platz | Name                      |
| ------ | -------------------------------- | ------------ | ----- | ------------------------- |
| 1968   | England: Einzelmeisterschaften   | Herreneinzel | 1     | Ray Sharp                 |
| 1969   | Irish Open                       | Herreneinzel | 1     | Ray Sharp                 |
| 1969   | England: Einzelmeisterschaften   | Herreneinzel | 1     | Ray Sharp                 |
| 1970   | Commonwealth Games               | Herreneinzel | 3     | Ray Sharp                 |
| 1977   | Belgian International            | Herrendoppel | 1     | Ray Sharp / Ray Rofe      |
| 1997   | Senioren-Europameisterschaft 50+ | Herrendoppel | 1     | Ray Sharp / Paul Whetnall |